# William Crutchfield

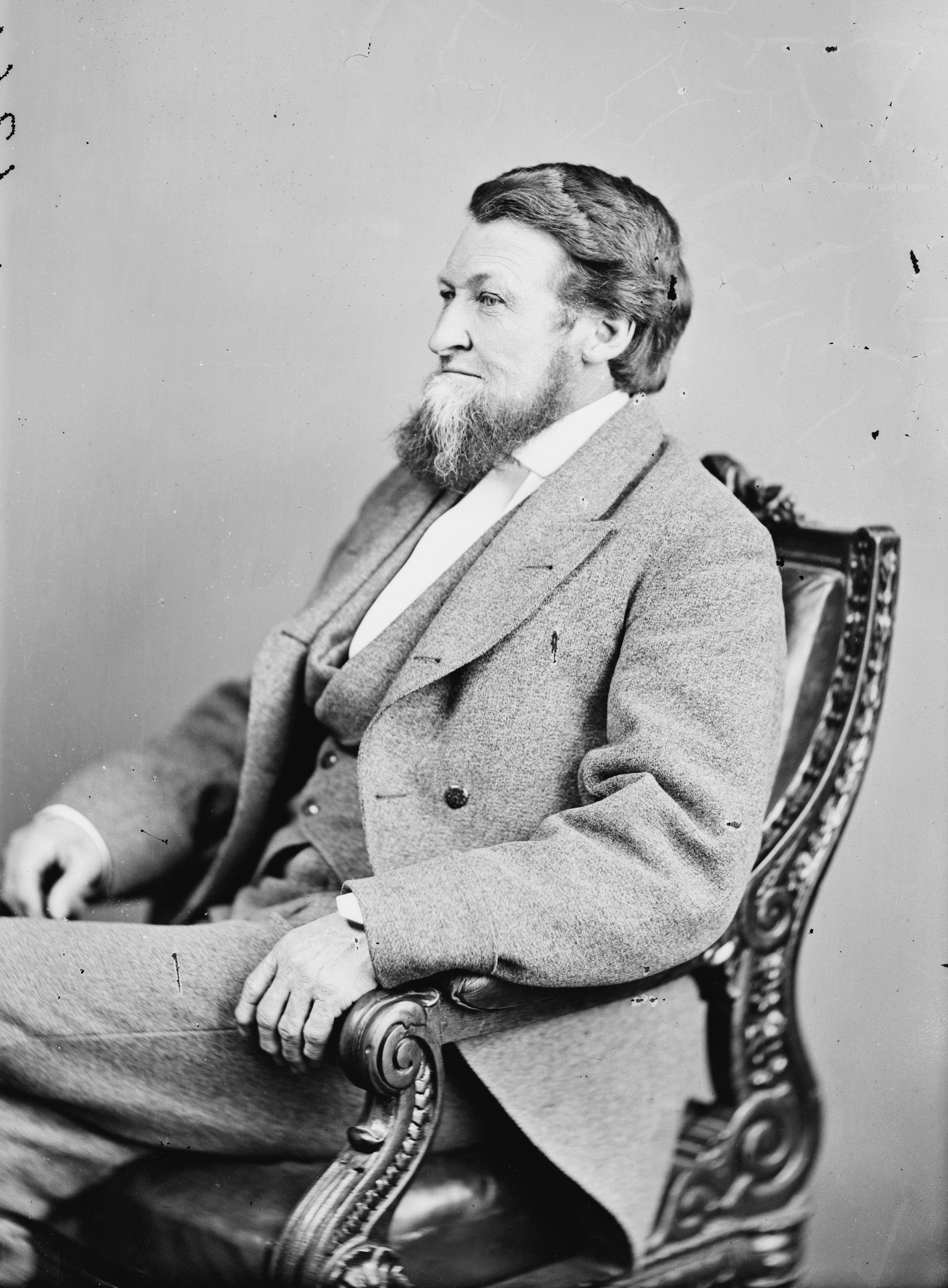
William Crutchfield, vor 1881

William Crutchfield (* 16. November 1824 in Greeneville, Tennessee; † 24. Januar 1890 in Chattanooga, Tennessee) war ein US-amerikanischer Politiker. Zwischen 1873 und 1875 vertrat er den Bundesstaat Tennessee im US-Repräsentantenhaus.

## Werdegang
William Crutchfield besuchte die öffentlichen Schulen seiner Heimat. 1840 zog er in das McMinn County, wo er vier Jahre lang lebte. Im Jahr 1844 zog er nach Jacksonville in Alabama weiter. Ab 1850 war er permanent in Chattanooga ansässig. Während des Bürgerkrieges war er Ehrenhauptmann im Heer der Union.
Politisch war Crutchfield Mitglied der Republikanischen Partei. Bei den Kongresswahlen des Jahres 1872 wurde er im dritten Wahlbezirk von Tennessee in das US-Repräsentantenhaus in Washington, D.C. gewählt, wo er am 4. März 1873 die Nachfolge von Abraham Ellison Garrett antrat. Da er im Jahr 1874 auf eine weitere Kandidatur verzichtete, konnte er bis zum 3. März 1875 nur eine Legislaturperiode im Kongress absolvieren.
Nach seinem Ausscheiden aus dem US-Repräsentantenhaus arbeitete er wieder in der Landwirtschaft. Er starb am 24. Januar 1890 in Chattanooga.